# Entomodestes
Entomodestes là một chi chim trong họ Turdidae.